# Joseph Hubertus Pilates
Joseph Hubertus Pilates (Mönchengladbach, Alemania, 9 de diciembre de 1883- Nueva York, 9 de octubre de 1967), registrado al nacer como Hubertus Joseph Pilates,fue el creador de un método de entrenamiento físico-mental al que llamó Contrología y de un conjunto de aparatos donde realizar los ejercicios. Tanto la Contrología como el resto de métodos de  ejercicio físico que derivan de ella son conocidos hoy en día, de forma genérica, como método Pilates o simplemente Pilates.

## Primeros años
Pilates nació el 9 de diciembre de 1883, en la pequeña localidad de Mönchengladbach, cerca de Düsseldorf. Nació en el seno de una familia humilde, su padre era cerrajero y su madre trabajadora de una fábrica y tras casarse ama de casa. La única relación dentro de su familia con el ejercicio físico era que su padre practicaba ejercicio de forma aficionada, a pesar de que Pilates declaró que su padre era un galardonado deportista y su madre naturópata.
Parece, por lo tanto, que no existiría una fuerte influencia familiar que encaminase a Pilates a preocuparse por el cuerpo y el ejercicio. Pilates decía que de niño pasó horas observando el movimiento de otras personas, pero especialmente de los animales y de ahí sacó su inspiración para desarrollar su método. Según comentó Joseph Pilates en una entrevista que dio en 1959 a un periódico, ahora difunto, de Nueva York: "Basé mi método en el bebé y en el gato".
A pesar de que Pilates fue descrito como un niño débil y con asma, es probable que estas afirmaciones sean incorrectas. El problema físico que sí se puede garantizar es que a los 5 años perdió el ojo derecho en una pelea con compañeros del colegio.
Durante su adolescencia Pilates comenzó a trabajar como cervecero, trabajo que mantendrá hasta su viaje a Inglaterra en 1914. Durante este periodo Pilates se casa por primera vez, adoptando al hijo de soltera de su esposa y teniendo con ella dos hijos más, falleciendo el segundo de ellos con 10 meses de edad. Su esposa fallecerá en noviembre de 1913. 

## Traslado a Inglaterra
En 1914 (fecha más probable) se trasladó a Inglaterra, según sus declaraciones posteriores, para mejorar su técnica como boxeador y para trabajar en el circo. Aunque es posible que practicase boxeo, parece improbable que trabajase en un circo. En menos de un año desde su llegada a Inglaterra y con el comienzo de la Primera Guerra Mundial, fue detenido en la ciudad de Blackpool, Lancaster, debido a su nacionalidad alemana e internado  en un campo de prisioneros.
Desde Lancaster fue trasladado, en septiembre de 1915, al Campo de Knockaloe en la isla de Man, donde permanecerá hasta pasado el final de la guerra. El campo funcionaba como una pequeña ciudad, con gremios de trabajadores, tiendas, actividades culturales y deportivas. A pesar de existir un amplio archivo con el registro de las actividades que se llevaban a cabo, Pilates solamente aparece en una ocasión, como árbitro de un combate de boxeo.
Pilates será repatriado a Alemania en marzo de 1919.

## De vuelta en Alemania
Tan solo unos meses después de regresar de Inglaterra Pilates contrajo matrimonio por segunda vez. La nueva familia, formada por Pilates, su hija natural de su anterior matrimonio, su esposa y una hija de ésta (también viuda) se domicilió en Gelsenkirchen.
Esta nueva etapa la podemos dividir en dos periodos muy diferenciados. Entre 1919 y 1923 Pilates permaneció con su familia en Gelsenkirchen. Entre 1923 se trasladó, sin su familia, a Hamburgo, donde residió hasta su viaje a Estados Unidos en 1926.
Durante la primera etapa Pilates dejó de registrar su profesión como "cervecero" para pasar a declararse "profesor de deporte" y  "Heilkunde", que podría traducirse como "terapeuta de medicina natural". Dirigió su propia escuela de boxeo y fue muy activo como boxeador, entrenador y organizador de combates. Incluso fue uno de los fundadores de una organización amateur de boxeo (Westdeutscher Amateur BoxVerband, WABV). Los datos que se han podido encontrar sobre sus combates registran más derrotas que victorias.
Un hecho importante de esta primera etapa es la petición, en 1922, de su primera patente: el "Fussauflageplatte" (placa reposapiés). Es importante puesto que se trata de un aparato que continuó utilizando (y se sigue utilizando hoy en día) para algunos ejercicios de la Contrología, aunque con el nuevo nombre de "Foot Corrector" (corrector de pies). Por lo tanto, esta patente supone la primera prueba tangible de que Pilates ya estaba dando forma a su método.
En 1923 se trasladó, sin su familia, a Hamburgo. Allí abandonó el boxeo y se dedicó a impartir clases de su método.
Según declaraciones del propio Pilates, en Hamburgo, impartía sesiones privadas de su método utilizando sus aparatos a la vez que impartía clases a grupos de preparación física y autodefensa. También declaró que recibió la visita del bailarín y teórico de la danza Rudolf von Laban, que incorporó algunas de las teorías de Pilates en su trabajo y que adquirió una fama considerable, especialmente entre la clase médica, por la eficacia de sus clases para la rehabilitación de los enfermos y que entrenó a la policía de Hamburgo. Todos estos hechos parecen ser ciertos, ya que están apoyados por distintas citas de sus alumnos, salvo el alcance de su fama, que estaría exagerado en sus declaraciones.
En 1924 solicitó la patente del aparato "Körperübungagerät" que puede traducirse al español como "aparato de ejercicios para el cuerpo".  Se trata del aparato más importante que utilizará para practicar su método, pero al que se conocerá con el nombre "Universal Reformer" o simplemente Reformer. En esta primera patente del Reformer utiliza pesos con poleas para ofrecer resistencia, pero plantea que pueden utilizarse otros sistemas como por ejemplo los muelles.
Esta etapa en Hamburgo le sirvió de preparación para exiliarse en Estados Unidos donde podría desarrollar completamente su método.

## Migración y asentamiento en Estados Unidos
Pilates realizó un primer viaje a Estados Unidos en 1925 de tres meses de duración. Puesto que viajó en primera clase y en la aduana declaró una considerable cantidad de dinero se deduce que su periodo en Hamburgo sería bastante exitoso. Regresó a Hamburgo, donde permaneció escasos tres meses para preparar su segundo y definitivo viaje.
En 1926 emprendió su segundo viaje hacia Estados Unidos desde Alemania, a la que ya no volvería más. En el barco que le trasladaba a Estados Unidos conoció a la que se convertiría en su pareja el resto de su vida, Clara Zeuner. Clara padecía artritis y Pilates la trató durante el viaje para aliviar sus dolores.
En 1926 abrieron en Manhattan (Nueva York), en el número 939 de la Octava Avenida, esquina a la calle 56, un estudio para enseñar su método. Su residencia se situó en el mismo edificio, al lado del estudio.
Durante los primeros años Pilates comenzó a realizar tareas que se intensificarían durante los años siguientes:
- Continuó perfeccionando los aparatos que había diseñado y creó y patentó otros nuevos. Los aparatos fueron fabricados, en principio, de forma artesanal por él mismo con la ayuda de su hermano Clemens Friedrich (Fred).
- Entre la clientela del estudio, además de personajes anónimos comenzaron a aparecer personajes famosos.
- Buscó contactos en diferentes entornos (doctores, políticos, militares,...) para tratar de universalizar su método.
- Comenzó a registrar tanto en fotografías como en vídeos los ejercicios de su método.

## Los años dorados
Durante las siguientes tres décadas Pilates siguió trabajando en las clases de su estudio e impartiendo sesiones grupales en algunas ocasiones, desarrollando y patentando nuevos aparatos (y paralelamente perfeccionando su método), registrando en fotografía y vídeo su método y tratando de difundir su método en ambientes "oficiales" para conseguir su universalización.
Por su estudio pasaron incontables personajes famosos, especialmente del mundo del arte. Aunque la lista sería muy extensa podemos citar algunos:  coreógrafos y bailarines como  Ruth St. Denis, Ted Shawn, Jerome Robbins, George Balanchine, Martha Graham,  Hanya Holm y La Argentinita;  actores como José Ferrer y Katherine Hepburn, Laurence Olivier y Vivian Leigh; escritores como Christopher Isherwood; cantantes como Risë Stevens; empresarios como Samuel Goldwyn o diseñadoras de moda como Elsa Schiaparelli.
Ha quedado registrado en distintas notas, cartas o dedicatorias el tremendo agradecimiento hacia Pilates y su método por parte de muchos de sus alumnos. Agradecidos por los resultados obtenidos que en algunos casos implicaban poder seguir con su carrera profesional que creían finalizada, librarse de dolores que ningún médico había conseguido eliminar o evitar someterse a cirugías de resultados dudosos.
Entre 1942 y 1951, Pilates participó como profesor en el festival de danza Jacob’s Pillow, en Massachusetts. Allí impartió clases grupales de su método, como parte de la preparación física de los bailarines.
En 1934 publicó junto al editor Judd Robins Your health: a corrective system of exercising that revolutionizes the entire field of physical education ("Tu salud: Un sistema correctivo de ejercicio que revoluciona todo el campo de la Educación Física"), un pequeño librito de apenas sesenta páginas en el que, con un lenguaje que en algunos momentos puede resultar anticuado hoy en día, expone su filosofía vital y sus, no obstante, revolucionarias para la época teorías sobre salud, higiene y ejercicio físico. El libro está acompañado de fotografías, del propio Pilates y otras personas, que aclaran y refuerzan estas teorías. En el último capítulo incluso propone unos nuevos modelos de sillas y camas, cuyos prototipos construyó él mismo. El título de sus diez capítulos da una idea de su contenido y del pensamiento de Pilates: Una grave situación; Salud, una condición normal y natural; Deplorables condiciones; Hacia abajo; ¡Remedios de sentido común!; “Contrología”; "Equilibrio de cuerpo y mente"; ¡Primero educar a los niños!; ¡Hechos probados! y Camas y sillas de nuevo estilo.
En 1945 publica, junto a William J. Miller y también con Judd Robbins como editor, su segundo y último libro, Return to life through contrology ("Regreso a la vida a través de la contrología"), un manual en el que, tras una introducción de Miller explicando los fundamentos del método, se muestra, con fotografías del propio Pilates, que por entonces contaba 65 años de edad, la ejecución de 34 ejercicios básicos.
El área en el que los planes de Pilates no estaban dando los resultados esperados fue en los esfuerzos por universalizar su método. Como su puede ver en su primer libro, Pilates era muy crítico con la salud general de los estadounidenses y deseaba que su método se enseñase desde los colegios y que fuese el método de ejercicio estandarizado. Aunque contaba entre sus alumnos con médicos que alababan su método, cuando trató de presentarlo a organizaciones médicas fue ignorado. Entre sus alumnos se baraja la posibilidad de que esto fuera debido a la falta de estudios médicos oficiales de Pilates, o posiblemente, a la personalidad de Pilates. Pilates tenía un carácter fuerte y era muy controlador con su método, no quería que fuese enseñado incorrectamente. Lo que le pudo llevar a encontronazos con todo aquel que no se plegaba a sus requisitos. Los intentos por dar a conocer su método entre la clase política fueron igual de infructuosos.

## Últimos años
A pesar de los grandes éxitos con los clientes del estudio, Pilates no estaba satisfecho con los escasos o nulos resultados de cara a universalizar su método. Para tratar de solucionar este problema, en 1957, crea la American Foundation for Physical Fitness de la mano de su amigo Frederick Rand Rogers. La fundación publica un boletín donde explica la grave situación física de la nación y la necesidad de un método de ejercicio físico sistemático y organizado para revertir esta situación.  Se exponen los grandes logros de Pilates y su método se postula como la solución ideal después de compararlo con otros métodos de ejercicio existentes. Para ponerlo en práctica, indican, solamente se requiere que los individuos adquieran el ejemplar de su segundo libro y una colchoneta donde realzar los ejercicios. Siendo recomendable, además, poder disponer de un Reformer (que puede compartirse entre muchas personas) e idealmente practicar bajo la supervisión de un profesor. Para ello solicita a las administraciones unas instalaciones adecuadas para poder formar profesores y para poder fabricar sus aparatos en serie, así como la aprobación para instaurar la Contrología como forma de ejercicio físico desde los colegios. A pesar de estos objetivos tan ambiciosos la fundación no consiguió ningún logro.
Pilates continuó, de forma personal, con su labor de difundir su método entre profesionales y asociaciones médicas, asociaciones para la promoción del ejercicio físico y políticos. A pesar de sus esfuerzos los resultados siguieron siendo negativos. Animado por un nuevo grupo de amigos y alumnos se creó una segunda fundación denominada Pilates Foundation for Physical Fitness, Inc. Esta segunda fundación compartió los mismos objetivos que la primera.
La segunda fundación comenzó cargada de ilusión y buenos propósitos, pero además de no conseguir sus objetivos tuvo una existencia muy agitada, cargada de enfrentamientos entre varios bandos, entre el director de la anterior fundación y la nueva y el propio Pilates con todos los demás. Aunque existen cartas que recogen las acusaciones mutuas entre distintas personas, donde cada uno aporta su punto de vista, parece que los motivos principales de estos enfrentamientos estarían en las injerencias del director de la anterior fundación y la personalidad de Pilates. De forma que la fundación que fue creada para tratar de salvaguardar y expandir el legado de Pilates acabó reconociendo que el mayor escollo para conseguirlo era el propio Pilates.  Según los miembros de la fundación el fuerte carácter de Pilates hacía que no solo no diese su brazo a torcer sino que se enfrentaba a cualquiera que no compartiera su opinión. Además, aunque Pilates quería expandir su método se negaba a perder el control sobre él y exponer su trabajo a que otros lo modificasen o lo enseñasen de forma incorrecta.  Estos aspectos de la personalidad de Pilates: su fuerte carácter y su excesivo celo en el control de su método no solamente los exponen los miembros de la fundación sino que también lo creían así otras personas que le conocieron.
Pilates falleció el 9 de octubre de 1967. Dos años antes, el fuego había arrasado su estudio y, según algunas biografías, su fallecimiento fue causado por las heridas que sufrió al día siguiente del incendio al visitar los restos del gimnasio intentando salvar algunas de sus pertenencias. Sin embargo, Mary Bowen, una de sus alumnas, afirma que murió por un enfisema. Su esposa se hizo cargo del estudio hasta su fallecimiento en 1977.

## Práctica del método en el estudio original
El estudio en el que Pilates impartió su método en Nueva York se componía de una entrada, un pequeño vestuario masculino y otro femenino con una ducha cada uno, una sala común de trabajo y una pequeña sala separada del resto.
En la sala común era donde se entrenaban la mayor parte de las personas, contenía varios de los aparatos creados por Pilates y en dicha sala podían entrenar varias personas simultáneamente bajo la supervisión de uno o varios profesores. El profesor más importante era el propio Pilates, seguido de Clara y a lo largo de los años, además, tuvieron distintos asistentes.
Cuando llegaba un nuevo alumno, uno de los profesores (normalmente Pilates si estaba disponible) le enseñaba la rutina de ejercicios, siendo responsabilidad del alumno aprenderla de memoria, tanto el orden como la forma de ejecutar los ejercicios, y ser capaz de ejecutarla de forma autónoma. Los profesores no se encargaban de forma individual y continua de cada alumno, su tarea consistía en corregir puntualmente e ir completando la rutina de cada alumno a medida que éstos iban avanzando, eso sí, de forma personalizada según las necesidades particulares de cada alumno. Por lo que era habitual que varios alumnos estuviesen entrenando de forma autónoma bajo la supervisión de un único profesor. Las sesiones duraban 45 minutos, después de los cuales se recomendaba tomar una ducha fría acompañada de una exfoliación de todo el cuerpo. Dentro del estudio no se permitía hablar, los 45 minutos de trabajo exigían una concentración absoluta.
Los alumnos que comenzaban con problemas especiales (dolores o lesiones) trabajaban en la pequeña sala separada del resto. Solamente Pilates enseñaba en esta sala y en este caso sí lo hacía de forma personal durante toda la sesión.

## Legado de Pilates
Podemos ver el legado dejado por Pilates a través de distintos elementos:

### Asistentes que continuaron enseñando
Pilates no formó específicamente profesores de su método. Junto a él trabajó durante toda su vida su esposa Clara y, durante distintos periodos, varios asistentes. Los asistentes eran seleccionados personalmente entre los alumnos por el propio Pilates. Puesto que las clases se impartían de forma personalizada para cada alumno, los candidatos a asistentes debían observar a Pilates y a Clara dando clases a múltiples alumnos para que, no solo conocieran las clases que habían recibido ellos, sino que conocieran la forma en la que los ejercicios debían ajustarse para cada persona. Después de este periodo de observación los asistentes comenzarían paulatinamente a asistir a los alumnos durante las clases.
La siguiente lista enumera los asistentes más importantes y su aportación en la transmisión del legado de Pilates:
- Hannah. A pesar de ser la asistente que más años trabajó junto a Pilates y a Clara no se sabe nada de su vida desde poco después de la muerte de Pilates, por lo que se desconoce si siguió transmitiendo lo que aprendió.
- Mary Pilates. Sobrina de Pilates, aprendió el método junto a sus tíos pero se dedicó profesionalmente a otros trabajos y no transmitió lo aprendido.
- Jerome Andrews. Fue un alumno al que Pilates pidió ser su asistente cuando el estudio empezó a ganar clientes. Su dedicación profesional principal fue la danza, tanto como bailarín como coreógrafo, pero paralelamente continuó enseñando la colchoneta como preparación física para los bailarines. Años más tarde se estableció en París donde es posible que fuera la primera persona en impartir clases de pilates en Europa. Pero lo seguiría haciendo como complemento a las clases de danza, por lo que nunca abrió un estudio de pilates y se desconoce su posible influencia posterior.
- Romana Kryzanowska. Fue una bailarina que tuvo una primera etapa de alumna del estudio y una segunda etapa en la que además de alumna pasará a ser asistente. Tras la muerte de Pilates Romana pasará a dirigir el estudio y ser la máxima responsable de mantener las enseñanzas de Pilates. Romana creó la escuela Romana's Pilates International para formar profesores con la intención de que enseñasen el método tal como ella lo aprendió de Pilates. Tras la muerte de Romana su hija Sari pasó a ser la directora de la escuela manteniendo el compromiso de mantener la integridad del método.
- Jay Grimes. Fue un bailarín que comenzó como alumno 3 años antes de la muerte de Pilates. Su entusiasmo por el método hizo que comenzase como asistente de forma esporádica durante el último año de vida de Pilates. Tras la muerte de éste continuó de la misma forma, ya bajo la dirección de Romana, hasta pasar a ser profesor estable coincidiendo con la mudanza del estudio original. En el año 1990 se establece en Los Ángeles y fundará la escuela Vintage Pilates para impartir clases y formar profesores con el compromiso de mantener y difundir el método original creado por Pilates.

En una situación especial se encuentran dos mujeres que sin que pasasen a ser asistentes  sí que pudieron observar clases en el estudio. Posiblemente a través de la Pilates Foundation for Physical Fitness, Inc. la Universidad de Nueva York en Syracuse convocó unas becas en “rehabilitación vocacional” que incluían la visualización de clases en el estudio. Dicha Universidad  les otorgó un diploma tras completar la formación. Estas dos mujeres fueron:
- Kathy Stanford Grant. Que ya era alumna de Pilates en esos momentos y lo sería con posterioridad. Continuó dando clases en varios estudios y formó numerosos profesores. En su trabajo puede verse la base de la contrología, aunque Kathy Grant fue famosa por crear ejercicios para las necesidades particulares de cada persona.[6]
- Lolita San Miguel. Realizó la misma formación a la vez que Kathy Grant, aunque en el caso de Lotita no había sido alumna con anterioridad ni lo sería con posterioridad. En el año 2000 fundó Pilates Y Mas, Inc. en Puerto Rico donde enseñó y formó profesores en asociación con Polestar Education. Posteriormente creó los programas para formación de profesores Lolita San Miguel Pilates Master Mentor Program y Lolita's Legacy.[7] En ellos indica que además del legado de Pilates incorpora el legado de Carola Trier, lo aprendido a través de la danza y de los nuevos conocimientos científicos sobre el cuerpo humano.

### Continuación del estudio original
Tras la muerte de Pilates el estudio continuó funcionando por inercia. Con Clara a la cabeza, aunque ya era muy mayor y tenía la vista muy deteriorada, ayudada por los asistentes que trabajaban en ese momento (Hanna, Romana y John Winters).
Un grupo de alumnos se ocuparon de los asuntos económicos del estudio para conseguir mantenerlo, ya que la situación económica era muy delicada. Acordaron solucionar la situación de Clara para que pudiera retirarse, ya que no tenía ninguna pensión y estaba muy mayor para seguir trabajando. También pusieron al frente del estudio a Romana, salvo en lo referente a los asuntos económicos.

Existe cierta controversia respecto a cómo Romana se situó como sucesora de Pilates. John Steel indica en su biografía de Pilates que ante la negativa de los primeros candidatos surgió el nombre de Romana y él mismo la tuvo que convencer para que ella se viera como sucesora de Pilates. También tenemos la versión de que Pilates llevaba un tiempo buscando un sucesor, masculino, y que al no encontrar ninguno la mejor candidata femenina fue Romana. Y también es defendido que Pilates eligió a Romana como su sucesora y que la fue preparando para ello durante sus últimos años.
A pesar de estas discrepancias sí que hay consenso en que la elección fue acertada, que Romana realizó un gran trabajo como sucesora de Pilates y que sin su trabajo es muy posible que la Contrología no hubiese llegado a nuestros días.

### Alumnos que se hicieron profesores
Hubo varios alumnos que después de haber tomado clases con Pilates decidieron, bien en vida de éste y sobre todo tras su muerte, enseñar lo que habían aprendido y abrieron sus propios estudios e incluso crearon escuelas para la formación de profesores.
Para Pilates, los alumnos que abrieron estudios mientras él vivía, no enseñaban el método exactamente como él lo hacía, por lo que no les permitía decir que hacían lo mismo que él, pero sí que quería que le reconocieran como autor del trabajo a partir del cual ellos se habían basado para realizar un método parecido. Podemos enumerar entre éstos a:
- Carola Strauss Trier. Fue la primera persona en abrir un estudio después del de Pilates y Clara. Pilates la ayudó en la fabricación de los aparatos para su estudio y mantuvo amistad con el matrimonio mientras vivieron. Carola introdujo sus modificaciones a los ejercicios y los aparatos e incluyó novedades a partir de sus conocimientos. Continuó enseñando hasta 1982 formando profesores de forma individualizada.
- Bob Seed. Fue un alumno con el que Pilates tuvo una relación agitada. Puede que llegase a trabajar de asistente en el estudio o estuviera en el proceso cuando Pilates le expulsó. Tras la expulsión, Bob Seed abrió su propio estudio en un lugar cercano e intentó captar alumnos de Pilates. Éste le amenazó para que se fuera de la ciudad y Bob Seed así lo hizo. Se desconoce si siguió enseñando o si formó a algún otro profesor.
- Bruce King. Fue un alumno de Pilates que si bien no abrió su propio estudio sí que tuvo el visto bueno de Pilates para enseñar la colchoneta a conocidos en su propia casa para poder costearse sus propias clases. Tras la muerte de Pilates abrió su propio estudio en Nueva York.
- Ron Fletcher. Fue un bailarín que acudió a Pilates por un problema de rodilla y continuó asistiendo a clases de forma intermitente. Tras la muerte de Pilates se asentó en Los Ángeles y abrió un estudio en Beverly Hills con el beneplácito de Clara con la que mantuvo amistad. Ideó nuevos ejercicios y es especialmente reconocido por sus ejercicios en pie. Tuvo muchos alumnos famosos lo que hizo que su versión del método se popularizase enormemente en la Costa Oeste de Estados Unidos. Además de su estudio creó una escuela para formar profesores internacionalmente.[11]
- Eve Gentry. Fue alumna y amiga del matrimonio Pilates durante varios años. Tras la muerte de Pilates abrió un centro en Santa Fe, Nuevo México, donde además de danza enseñaba su versión de lo aprendido con Pilates enfocada sobre todo a la rehabilitación.[12] El legado más importante dejado por Pilates a través de Eve Gentry es una muestra de la eficacia de su método. Eve Gentry sufrió una mastectomía radical que le impedía levantar los brazos con normalidad. Tras sus clases con Pilates su recuperación fue tan sorprendente que varios médicos la consideraban falsa. Por ello Pilates la grabó realizando ciertos ejercicios con el torso desnudo que los doctores consideraban imposibles tras la operación que había sufrido.
- Mary Bowen. Fue alumna de Pilates durante varios años. Impartía clases de forma paralela a su práctica profesional profesional como psicoanalista. Fue fusionando estas dos ramas de forma que hacía sesiones conjuntas de psycoaláisis y pilates en lo que llamó Pilates Plus Psyche.[13]
- Laurence Hayward. Trabajó varios meses junto a Pilates y Clara. Abrió un estudio en Canadá con el compromiso de mantener la integridad de la Contrología. Aunque no ha tenido una gran repercusión internacional sí que formó varios profesores con el mismo compromiso de mantener el legado de Pilates.[14]
- Varios bailarines y coreógrafos anónimos. Hubo otros alumnos de Pilates, especialmente dentro del mundo de la danza, que utilizaron los ejercicios aprendidos en las clases con Pilates como complemento o como preparación física en su propia disciplina, aunque sin mencionar de donde provenían. Por lo que es posible que algunos ejercicios actuales tengan su origen en las enseñanzas de Pilates.

### Material gráfico y libros
Pilates escribió y publicó dos libros, mencionados anteriormente. También era un gran aficionado al vídeo y a la fotografía y fotografió y grabó una gran cantidad de los ejercicios de su método. Aunque parte de éste material puede verse públicamente en internet, la mayor parte pertenece a la colección privada de Sean Gallagher.
Hay quién defiende que este material constituye el único legado válido, ya que no ha pasado por la interpretación personal ni las modificaciones de ninguna otra persona. Aunque carece de todas las modificaciones las consideraciones particulares para cada persona y la filosofía de trabajo que sí transmiten los profesores. Puesto que Pilates elaboraba el material gráfico como muestra de sus ejercicios pero no como manuales para formar profesores de su método.

### El método pilates como legado de la Contrología
El término "método pilates", hoy en día, no es un sinómimo de "Contrología" sino que engloba todos los métodos de ejercicios derivados de ella tras las modificaciones realizadas por las sucesivas generaciones de profesores. Por lo que aunque es el resultado de mayor envergadura del trabajo de Pilates, no se corresponde directamente con su legado sino como un resultado o producto de éste.
Pilates siempre deseó la universalidad de su método y que fuese ampliamente conocido y practicado para así beneficiar a la humanidad. Esto nunca llegó a materializarse lo que supuso una gran frustración al final de su vida. Dado el grado de difusión del Pilates hoy en día existe cierta controversia sobre si Pilates se sentiría o no orgulloso de ver su deseo realizado. Hay quién defiende que sí, que se sentiría satisfecho de ver su sueño cumplido al comprobar que tanta gente se beneficia del pilates (en cualquiera de sus versiones) hoy en día. Y quién, por contra, defiende que se sentiría doblemente frustrado por ver, que tras su muerte, finalmente muchas personas se habían apropiado de su método para modificarlo a su antojo y que finalmente lo que ha triunfado no es su trabajo original que tan celosamente trató de proteger en vida.

## Mitos y falsas creencias
Los datos biográficos de Pilates que se pueden consultar en pequeñas biografías disponibles en Internet contienen, en muchos casos,  numerosos datos incorrectos. Gran parte son debidos a que se trata de datos aportados por el propio Pilates y que han sido difundidos por las personas a las que se los expuso o tomados de entrevistas que se le hicieron y publicaron en vida. Tras la publicación de la primera biografía completase demostró la falsedad, o posible falsedad, de muchos de estos datos mediante la aportación de documentos o de datos históricos que los contradicen. Aportamos una lista de los mitos más populares y las razones expuestas para contradecirlos o ponerlos en duda.
- Año de nacimiento 1880. Pilates se añadía 3 años a su edad real en numerosas ocasiones. En múltiples documentos oficiales, entre ellos su certificado de nacimiento y defunción, aparece la fecha real.
- Su madre era naturópata. En su certificado de boda se registra como "trabajadora de fábrica", y más tarde como "ama de casa". Siendo y proviniendo de una familia muy humilde es muy improbable que sea cierto.
- Su padre era un deportista galardonado. Aunque hay constancia de su padre practicaba deporte e incluso pudiera ser un gran aficionado al deporte no hay ninguna evidencia de participación en competiciones o de que recibiera ningún premio.
- Tenía ascendencia griega. Tras una intensa revisión del árbol genealógico todo parece indicar un origen alemán.
- Ninguno de los presos que se encontraban recluidos con Pilates murió de la epidemia de gripe española gracias a sus entrenamientos. Es posible, aunque no hay constancia de ello, que Pilates entrenase a algunos de sus compañeros, pero es imposible que entrenase a los 7000 prisioneros que se encontraban en su campo de prisioneros. La razón por la que no murieron prisioneros fue el casi total aislamiento de los campos.
- Durante su encierro, mientras atendía a los heridos en el hospital, instaló muelles en las camas para que pudieran ejercitarse y a partir de ahí nace el aparato que más tarde denominaría Cadillac. Es muy improbable que a un alemán carente de estudios se le encargase cuidar de los heridos, pero además en ningún documento de los archivos del campo hay ninguna referencia a ellos. Es imposible el uso de muelles en esa época ya que no se utilizan en las camas y su uso aún no se había popularizado. En los primeros aparatos que patenta, con posterioridad, utilizará contrapesos mediante poleas en lugar de muelles. En patentes posteriores pasará a utilizar muelles una vez que estos se han vuelto más corrientes.
- Murió debido a la inhalación de humos intentando salvar su aparatos de un incendio en su estudio. Aunque parece que hubo un incendio en su edificio y Pilates acudió a proteger sus aparatos la inhalación de humos no es la razón de su ingreso hospitalario y posterior muerte.